# Mišo Krstičević
Mišo Krstičević (Metković, 19. veljače 1958.), bivši je hrvatski nogometaš i sadašnji nogometni trener. U Hajduku je bio na poziciji defanzivnog veznog igrača. Trenutačno trener je pločanskoga Jadrana LP.

## Igračka karijera

### Klupska karijera

#### Početci i Hajduk
Nogometom se počeo baviti u Pločama, u tamošnjem Jadranu. Godine 1978. započinje seniorsku karijeru u splitskome Hajduku. Za Hajduk je, sveukupno, odigrao 206 utakmica i postigao 34 pogotka. On je postigao posljednji pogodak za Hajduk na Starom placu prije prijelaza na Poljud, protiv Dinama, 5. rujna 1979. godine.
Statistika u Hajduku
| Natjecanje        | Nastupi | Zgoditci |
| ----------------- | ------- | -------- |
| Prvenstvo         | 114     | 20       |
| Kup               | 6       | 2        |
| Superkup          | 0       | 0        |
| Međunarodne       | 12      | 1        |
| Splitski podsavez | 0       | 0        |
| Ukupno            | 132     | 23       |
| Prijateljske      | 74      | 11       |
| Sveukupno         | 206     | 34       |

#### Velež i Rot-Weiß Oberhausen
Od 1983. do 1985. godine igra za mostarski Velež. Nakon Veleža igra za njemački Rot-Weiß Oberhausen gdje nakon 38 utakmica okončava igračku karijeru.

### Reprezentativna karijera
Za reprezentaciju Jugoslavije odigrao je 7 utakmica i postigao jedan pogodak protiv Rumunjske.

## Trenerska karijera
Nakon igračke karijere ostaje u nogometu počinje se baviti trenerskim poslom. Trenirao je NK Jadran Ploče, HNK Trogir, a bio je i pomoćni trener Hajduka. Bio je i trener KF Tirana gdje je ranije, 2008. godine, radio kao pomoćnik Blažu Sliškoviću.
Sredinom kolovoza 2011. godine preuzeo je juniore Hajduka, koji su 12. prosinca pobijedili ekipu Rome s 4:1 na otvaranju tradicionalnog međunarodnog turnira "Karol Wojtyla Cup".
Prijelazom Krasimira Balakova u Kaiserslautern Mišo preuzima njegovo mjesto trenera u Hajduku. Dana 3. siječnja 2015. godine Mišo Krstičević preuzima "praznu klupu" aktualnoga prvaka Bosne i Hercegovine, momčad Hrvatskoga športskog kluba Zrinjski iz Mostara.

## Sinovljeva politička karijera
Mišo Krstićević otac je istoimenog sina. Isti je 2017. godine kao kandidat SDP-a pobjedio na lokalnim izborima za gradonačelnika Ploča. U srpnju 2020. godine najavio je kandidaturu za šefa SDP-a.

## Priznanja

### Igrač

#### Klupska
Hajduk Split
- Prvenstvo Jugoslavije u nogometu (1) : 1978./79.

Velež Mostar
- Kup maršala Tita (1) : 1986.

#### Reprezentativna
Jugoslavija
- Mediteranske igre, 1979., zlato.[1]

## Vanjske poveznice
- (srp.) Profil  Arhivirana inačica izvorne stranice od 2. travnja 2015. (Wayback Machine) na reprezentacija.rs
- (njem.) Profil na fussballdaten.de